# Arichlidon gathofi
Arichlidon gathofi är en ringmaskart som beskrevs av Watson Russell 2000. Arichlidon gathofi ingår i släktet Arichlidon och familjen Chrysopetalidae.
Artens utbredningsområde är Mexikanska golfen. Inga underarter finns listade i Catalogue of Life.